# Balanophyllia europaea
Balanophyllia europaea är en korallart som tillhör ordningen stenkoraller (Scleractinia), familjen Dendrophylliidae och släktet Balanophyllia. Den förekommer i Medelhavet och är en solitär korall som fäster sig på hårda underlag i grunda, ljusa vatten, vanligen ned till cirka 25 meters djup. Korallen behöver ljus eftersom den lever i symbios med zooxanteller, som genom sin fotosyntes bidrar till korallens energiförsörjning. Korallen är den enda arten i släktet Balanophyllia med zooxanteller.
Arten beskrevs vetenskapligt först av Antoine Risso 1826.
IUCN kategoriserar sedan 2022 arten globalt som sårbar (före det otillräckligt studerad). Arten bedöms som sårbar på grund av global uppvärmning, då den är känslig för värmestress. Medeltemperaturen i Medelhavet förväntas stiga till 2100-talet, kanske med så mycket som 2,5°C och arten bedöms utifrån sin utbredning inte kunna migrera norrut när havstemperaturen stiger. Havsförsurning är ett annat hot, eftersom korallen om haven försuras får svårare att bygga upp sitt kalkskelett.

## Kännetecken
B. europaea är en solitär korall, vilket innebär att varje korall är en individ (polyp). Den är en ganska liten korall som brukar bli upp till cirka 20 mm. Korallens kalkskelett växer dock hela livet, även om tillväxttakten beror på flera faktorer och avtar med åldern. Könsmognaden infaller mellan 6-10 mm, vanligen vid 3-4 års ålder. Polyperna kan leva i över 20 år. En individ från vattnen utanför Genua som mätte 25,65 mm beräknades vara 27 år gammal. Korallen har ett ovalt till timglasformat utseende. Polypkroppen har en gulbrun eller rosabrun färg. Tentaklerna, som är nästan genomskinliga, sträcks bara ut om natten.

## Utbredning
Arten förekommer i Medelhavet, inklusive i Dardanellerna och Marmarasjön. Det finns också en population vid Cádiz, just bortom Gibraltarsundet, vid Spaniens atlantkust. Arten är i allmänhet vanlig i Medelhavet, men anses långsiktigt vara sårbar. Arten brukar räknas som endemisk för Medelhavet (i strikt mening egentligen nästan endemisk, eftersom population vid Cádiz geografisk sett lever i östra centrala Atlanten).

## Ekologi
B. europaea har zooxanteller som genom sin fotosyntes bidrar till korallens energiförsörjning. Symbiosen med zooxanteller innebär att arten är begränsad till grunda, ljusa vatten. Den förekommer vanligen ned till omkring 25 meters djup (maxdjup 50 meter). Den högsta populationstätheten finns på 5-7 meters djup, där den kan sitta i grupper om flera dussitals individer per kvadratmeter (upp till omkring 100 individer per kvadratmeter).
Korallen föredrar väl solbelysta ytor och fäster sig på hårda underlag som stenar och klippor och andra liknande substrat.
Arten är hermafroditisk (varje polyp producerar både spermier och ägg) och har en årlig fortplantningscykel med sexuell förökning. Befruktningen sker inuti polypens kroppshåla, i april och maj. Befruktade ägg stannar kvar i kroppshålan och utvecklas till planulalarver, som släpps ut genom polypens munöppning efter 4-5 månader, i augusti eller september. Planulalarverna är cirka 3 mm långa när de släpps ut. Larverna lever i genomsnitt i 10 dagar och kan leva i upp till 53 dagar. I fångenskap, i akvarium, har genomsnittet för när larverna fäster sig vid ett underlag och förvandlas till polyper observerats vara 7 dagar. Generationstiden för arten uppskattas till 10 år.